# إديسون (شركة)
إديسون س.ب.ا هي خامس أكبر شركة للطاقة في إيطاليا تعمل في مجال الكهرباء و الغاز الطبيعي. تنتج وتبيع واردات الطاقة الكهربائية و الهيدروكربون.